# Gasum

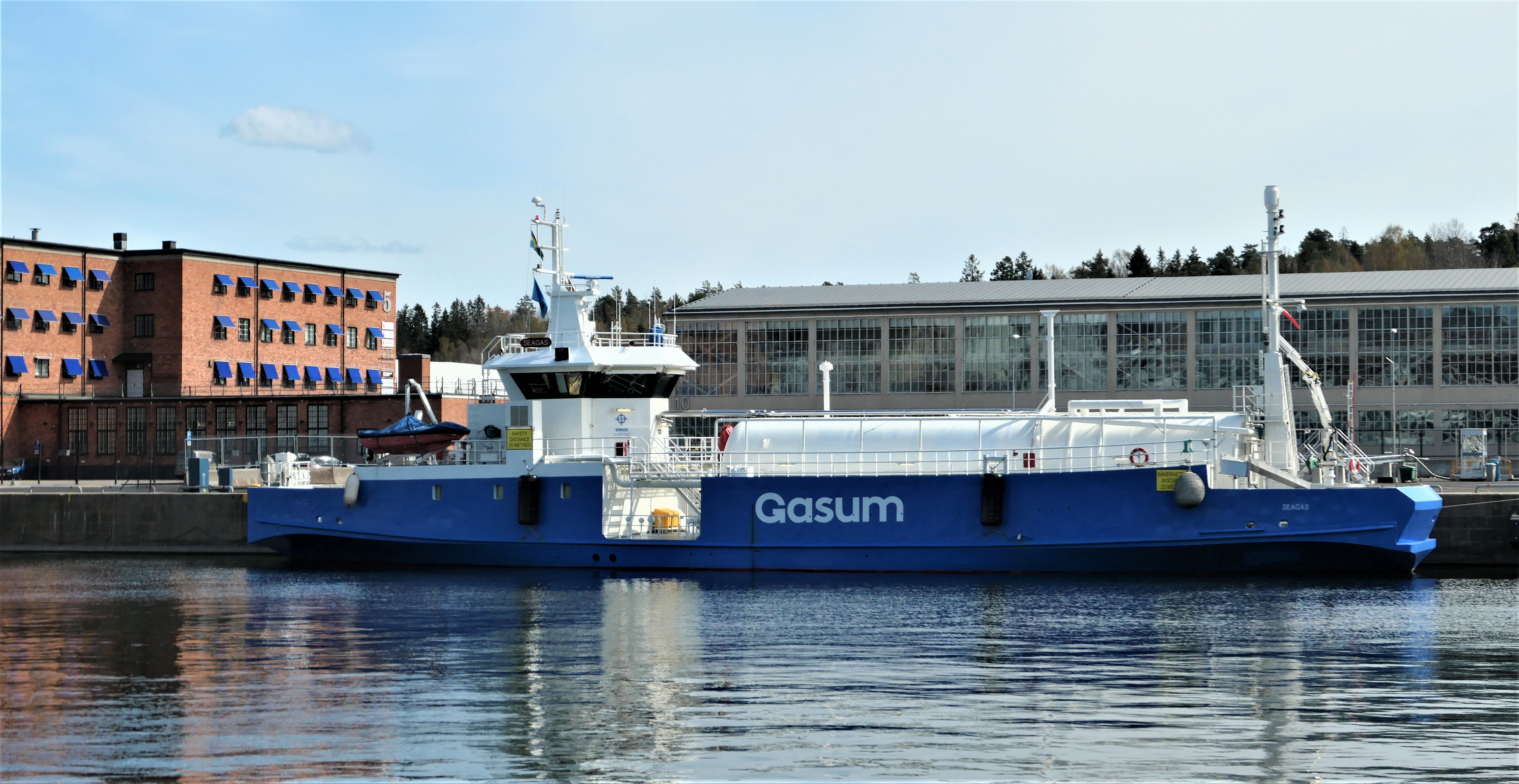
Gasums bunkerfartyg för flytande naturgas Seagas i Frihamnen i Stockholm

Gasum Oy är ett finländskt statligt energiföretag, som verkar i Norden. Gasum importerar och säljer gas över Finlands naturgasnät. Gasum tillverkar också biogas i Finland och Sverige. Gasum äger, respektive deläger bland andra terminaler för flytande naturgas (LNG) i Björneborg och Röyttä i Torneå i Finland.
Gasum äger också 18 biogasanläggningar i Finland, Sverige och Danmark. Bolaget har gastankstationer som betjänar tung transport.

## Historik
Den första naturgasledningen från Sovjetunionen till Finland öppnades 1974. Den finländska delen drevs av Neste fram till 1994, då Gasum bildades som ett samriskföretag mellan Neste (75 %) och Gazprom (25 %). I samband med sammanslagningen av Neste och Imatran Voima 1998 var det bildade Fortum tvunget att reducera sin andel i Gasum till 25 %, medan den finländska staten (24 %), E.ON (20 %) och ett konsortium av de finländska skogsindustriföretagen Stora Enso, UPM och M-real (6 %) inträdde som nya delägare. År 2004 köpte Fortum konsortiets sex-procentiga andel. År 2015 sålde Fortum och E.ON sina andelar till den finländska staten och året därpå sålde också Gazprom sin andel till den finländska staten. 
Gasum förvärvade 2014 aktiemajoriteten i norska Skangass AS från norska Lyse Energi och äger sedan 2018 hela företaget.  
Gasum inträdde på den svenska marknaden 2016 genom förvärv av Swedish Biogas International. Efter förvärvet blev Gasum den största enskilda producenten av biogas i Norden.

## Verksamhet
Gasum har omkring 380 anställda. Huvudkontoret ligger i Esbo i Finland. I Sverige driver Gasum biogasraffinaderier i Jordberga, Katrineholm, Lidköping, Nymölla, Skövde och Örebro. Företaget är också majoritetsägare i en produktionsanläggning i Västerås samt hälftenägare i Vadsbo Biogas.
Det finns över 100 gasstationer i Finland, i Sverige och i Norge där komprimerad naturgas (CNG), LNG och LBG kan tankas också för tunga transporter.
Gasum äger och driver Nynäshamns LNG-terminal, Lysekils LNG-terminal, Øra LNG-terminal i Fredrikstad i Norge och Björneborgs LNG-terminal i Finland, samt driver delägda Manga LNG-terminal i Finland.

## Bildgalleri

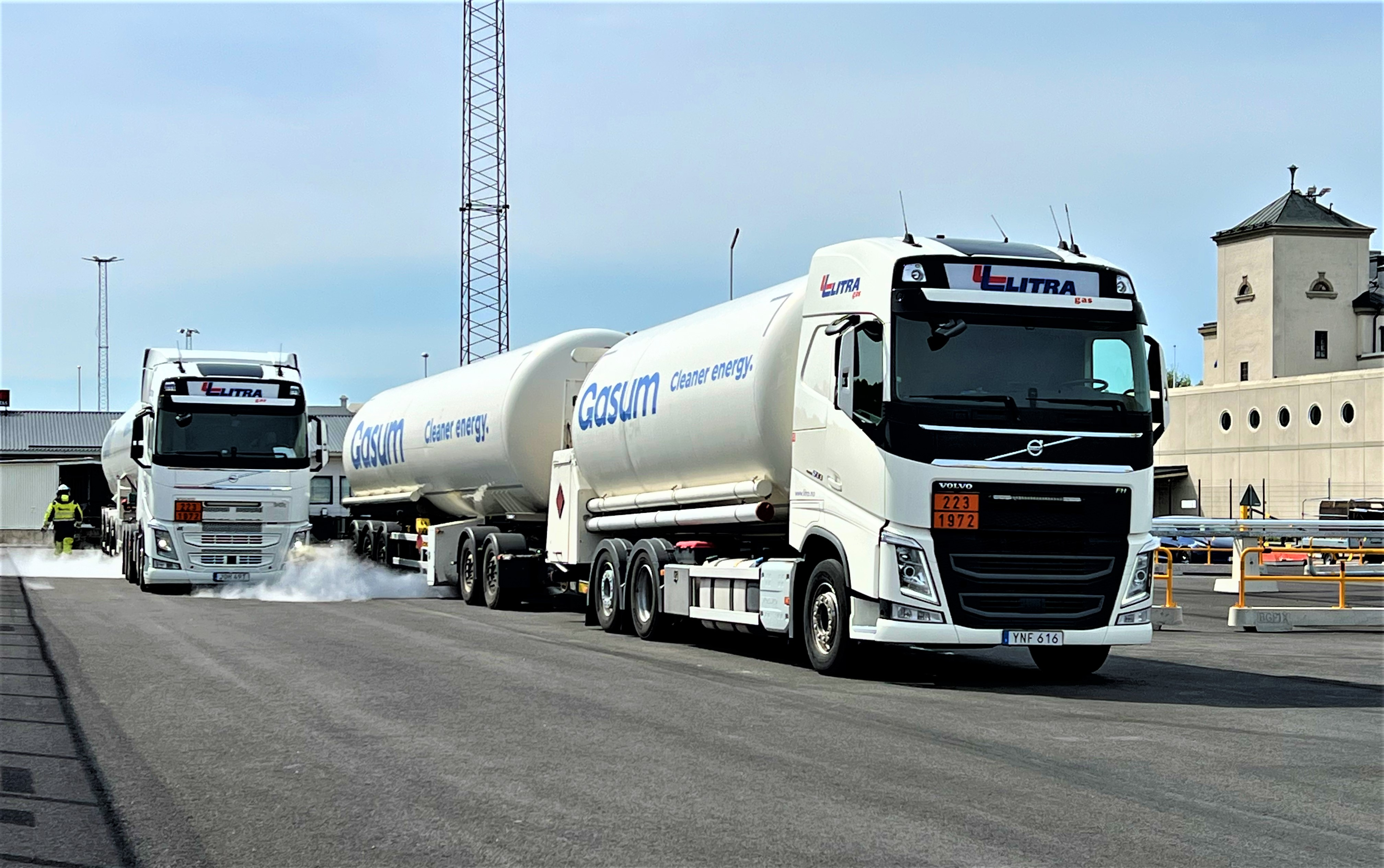
Gastankbilar för flytande naturgas från Gasum
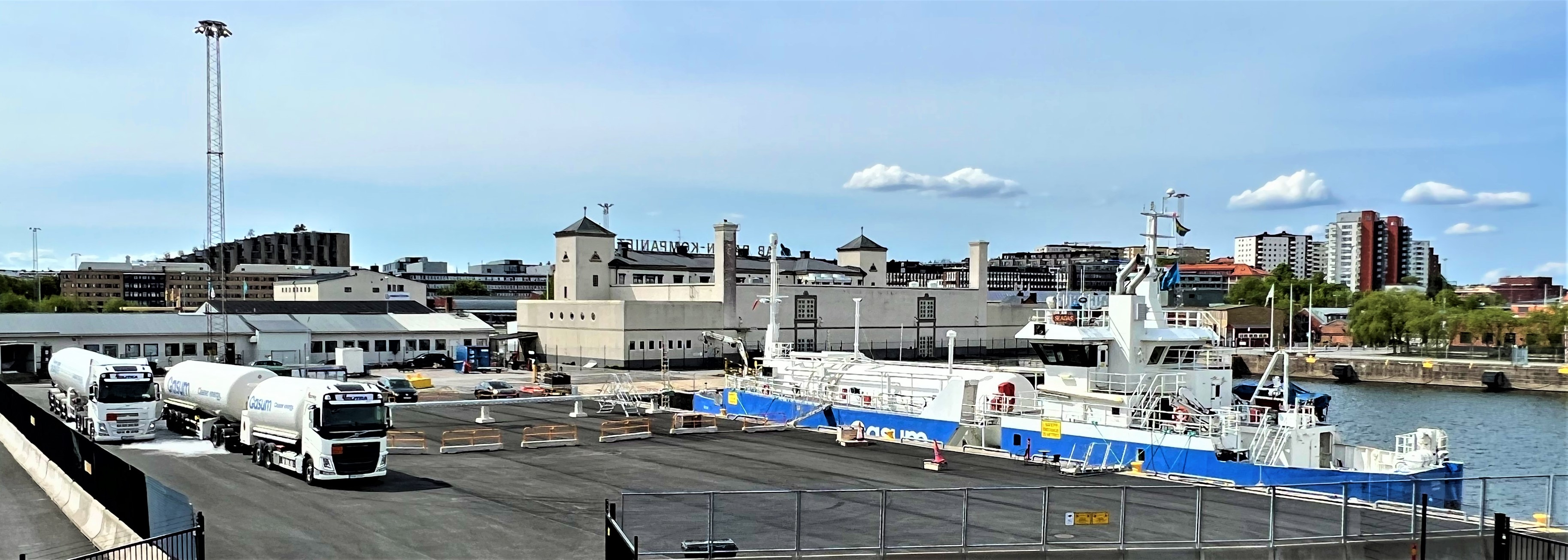
Gasums gastankbilar tankar M/S Seagas med flytande naturgas i Frihamnen i Stockholm
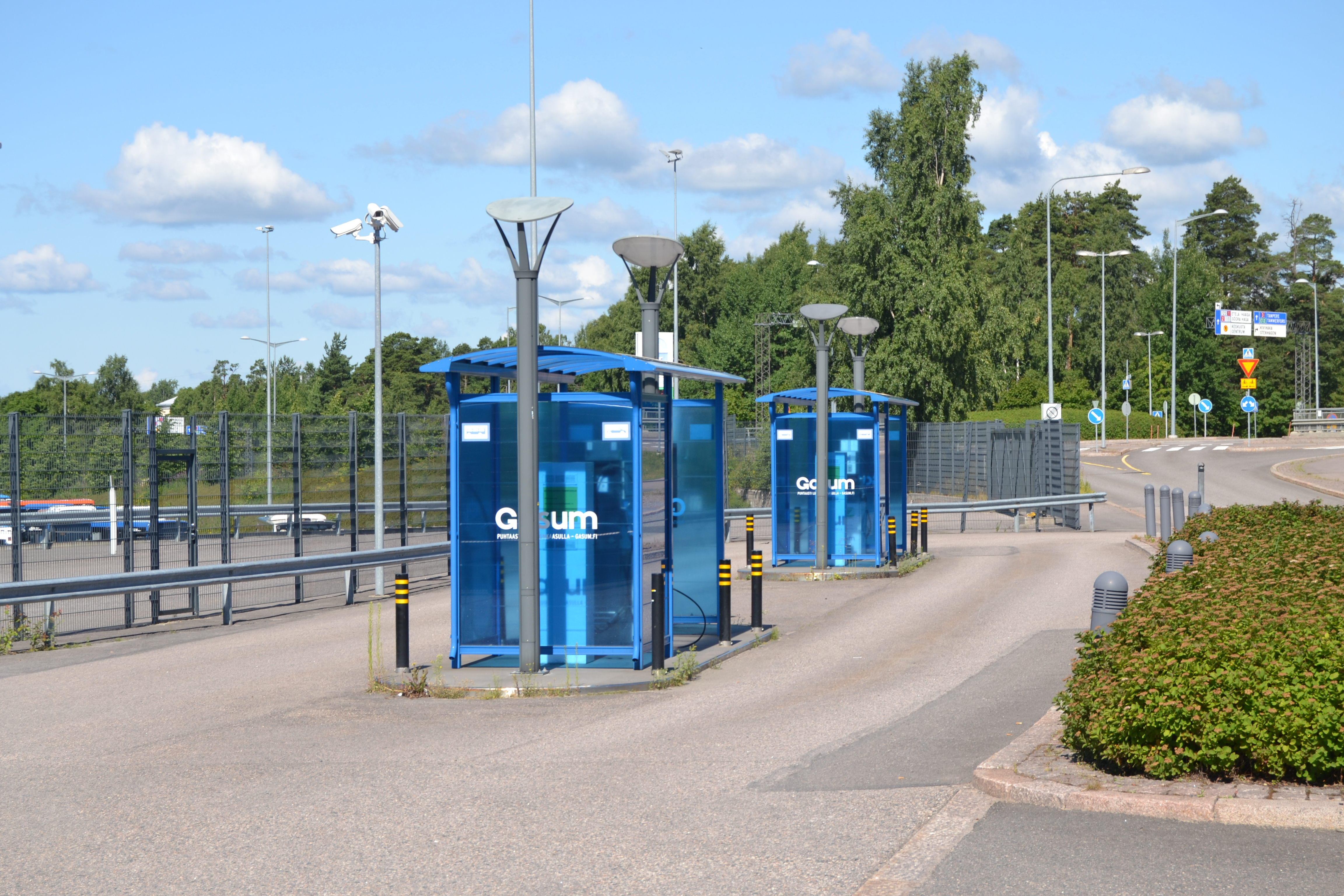
Gasstation i Brunakärr i Helsingfors